# Ruta Orbital Sur
La Ruta Orbital Sur, también conocida como Autopista Orbital Sur, es un proyecto de autopista urbana para la Región Metropolitana de Santiago en Chile, que unirá las comunas de Calera de Tango, Peñaflor y San Bernardo, conectando la Ruta 78 con la Ruta 79 - Acceso sur a Santiago.
El proyecto contempla la posibilidad de conexión con la futura Ruta Orbital Norponiente en el sector norte de la ruta, formando esta vía parte del Anillo orbital de Santiago.
La construcción comenzará en 2027 y entrará en operación en 2030.

## Trazado
La ruta comprende un trazado de 24 kilómetros, entre las comunas de Calera de Tango, Peñaflor y San Bernardo, considerando enlaces en Autopista del Sol, Camino a Lonquén, Autopista Central, Los Morros y Acceso Sur.

## Desarrollo
El 23 de marzo de 2022, el Ministerio de Obras Públicas publicó el llamado de licitación para la construcción del proyecto. El 2 de noviembre de 2023, la ministra Jessica López Saffie informó que la convocatoria recibió tres ofertas privadas.
El 4 de junio de 2024, el Ministerio de Obras Públicas adjudicó la concesión para la construcción y administración de la autopista a Intervial Chile por 539 millones de dólares.